# نقض سی‌پی

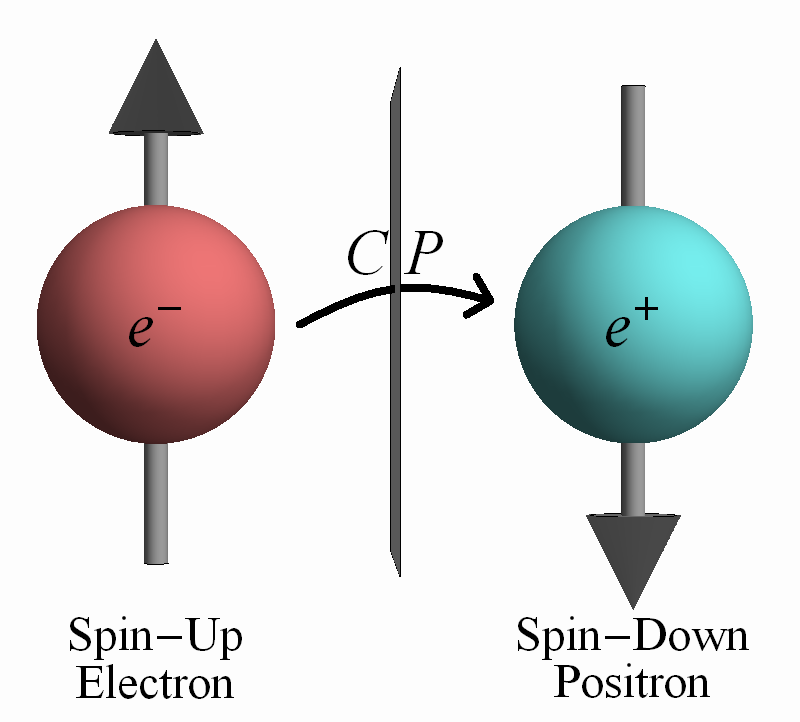
عملگر سی‌پی که باعث تبدیل یک الکترون با اسپین بالا به پوزیترون با اسپین پایین می‌شود.

نقض سی‌پی(به انگلیسی: CP violation) به نقض تقارن سی‌پی (تقارن مزدوج بار پاریته) یا ترکیب تقارن سی (تقارن بار) و تقارن پی (تقارن پاریته) گفته می‌شود.
تقارن، حاصل ضرب مقادیر تقارن دو ذره برای بار مزدوج است که ذره را به پادذره تبدیل می‌کند. در این تقارن، C نماد پیوند بار و P نشانه زوجیت ذره هستند.

## پیشینه
در فیزیک کلاسیک تصور می‌شد عملکرد طبیعت آینه‌ای است یعنی قوانین حاکم بر ذره‌ای که به سمت راست حرکت می‌کند همان قوانین حاکم بر ذره‌ای است که به سمت چپ حرکت می‌کند که به آن تقارن پاریته می‌گویند که تقارنی گسسته‌است و همین مسئله برای تقارن دیگری به نام مزدوج بار(یا همنوع بار) نیز صادق است که برای آن‌ها عملگرهایی نیز تعریف شد به گونه‌ای که
{\displaystyle {\mathcal {P}}|K\rangle =-|K\rangle }
{\displaystyle {\mathcal {C}}|K\rangle =|{\overline {K}}\rangle }
که در آن K می‌تواند هر ذره‌ای باشد.
اما در سال ۱۹۵۶ کشف شد که ذرات حاصل از واپاشی کبالت ۶۰ بیشتر در جهتی ترجیحی (سمت بالای اسپین هسته) حرکت می‌کنند(و یعنی فرایند واپاشی در جهت آینه‌ای اتفاق نمی‌افتد) در پی آن کشف شد که تمام نوترینوهاچپگرد و پادنوترینوها راستگردند و برای اینکه چنین نقضی اتفاق نیفتد تقارن به گونه دیگری تعریف شد که قوانین حاکم بر ذره‌ای یکسان است با پادذره‌ای از همان ذره که پاریته مخالف دارد ولی در سال ۱۹۴۶ کشف شد که در برهمکنش‌های ضعیف نقض می‌شود.همچنین هامیلتونی برهمکنش های ضعیف تحت عمل پاریته ناورد نیست.

## فرایند نقض
دو عملگر CP برای یک کائون نتیجه می‌دهد
{\displaystyle CP|K^{o}\rangle =-|{\overline {K}}^{o}\rangle }
بهنجارش آن نتیجه می‌دهد:
{\displaystyle |K_{1}\rangle ={\frac {1}{\sqrt {2}}}(|K^{o}\rangle -|{\overline {K}}\rangle )}
{\displaystyle |K_{2}\rangle ={\frac {1}{\sqrt {2}}}(|K^{o}\rangle +|{\overline {K}}\rangle )}
به شکلی که:
{\displaystyle |K^{o}\rangle ={\frac {1}{\sqrt {2}}}(|K_{1}\rangle +|K_{2}\rangle )}
در صورتی که در آزمایش‌ها این به شکل است:
{\displaystyle |K\rangle ={\frac {1}{\sqrt {1+|\epsilon |^{2}}}}(|K_{1}\rangle +\epsilon |K_{2}\rangle )}
که در آن {\displaystyle \epsilon } ضریب معیار انحراف طبیعت از ناوردایی CP است که مقدار تجربی آن {\displaystyle 2.3\times 10^{-3}} بدست آمده‌است.
این نقض به دو دسته مستقیم و غیرمستقیم تقسیم می‌شود.

## واکنش‌ها
- در سال ۱۹۸۰ جایزه نوبل فیزیک به کاشفان این پدیده تعلق گرفت.
- در سال ۲۰۰۸ جایزه نوبل فیزیک به مفسران این پدیده تعلق گرفت.
- ولفانگ پائولی با شنیدن این خبر گفت:

خداوند باید یک اشتباه کرده‌باشد.

## کاربردها
گمان می‌رود عدم تقارن میان ماده و پادماده (نابرابر بودن مقدار آنها) به علت نقض سی‌پی در واپاشی‌های لپتونی باشد که موجب پایداری جهان کنونی است.